# Calao de Malabar
Anthracoceros coronatus
Espèce
Statut de conservation UICN

 NT  : Quasi menacé
Statut CITES
Le Calao de Malabar (Anthracoceros coronatus) est une espèce d'oiseau de la famille des Bucerotidae. Son aire de répartition s'étend sur l'Inde et le Sri Lanka.
C'est une espèce monotypique (non subdivisée en sous-espèces).

## Description

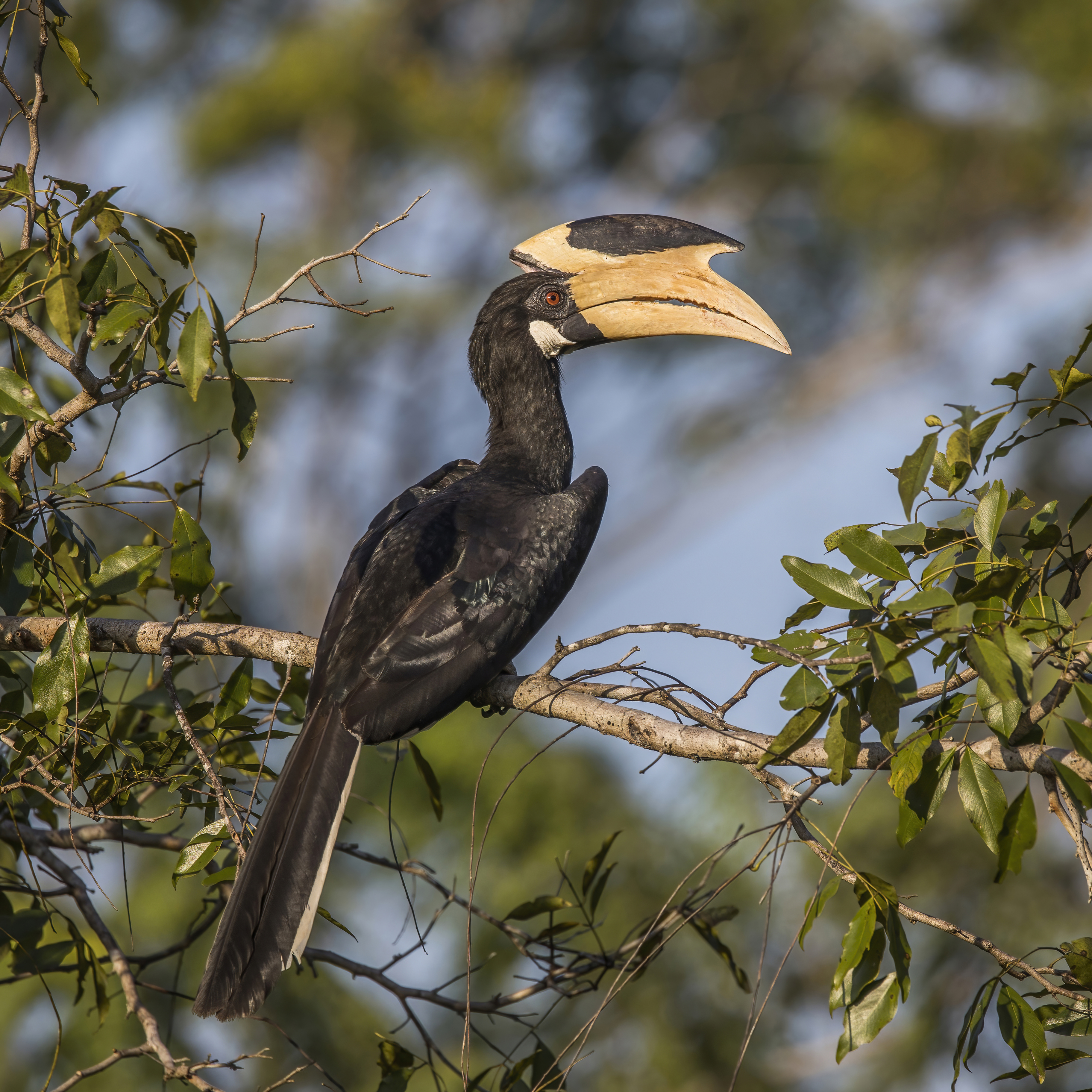
Calao de Malabar, parc national de Yala au Sri Lanka.

Son plumage est noir et blanc. Son bec est jaune et noir.

Il vit en petit groupe et se nourrit essentiellement de fruits.

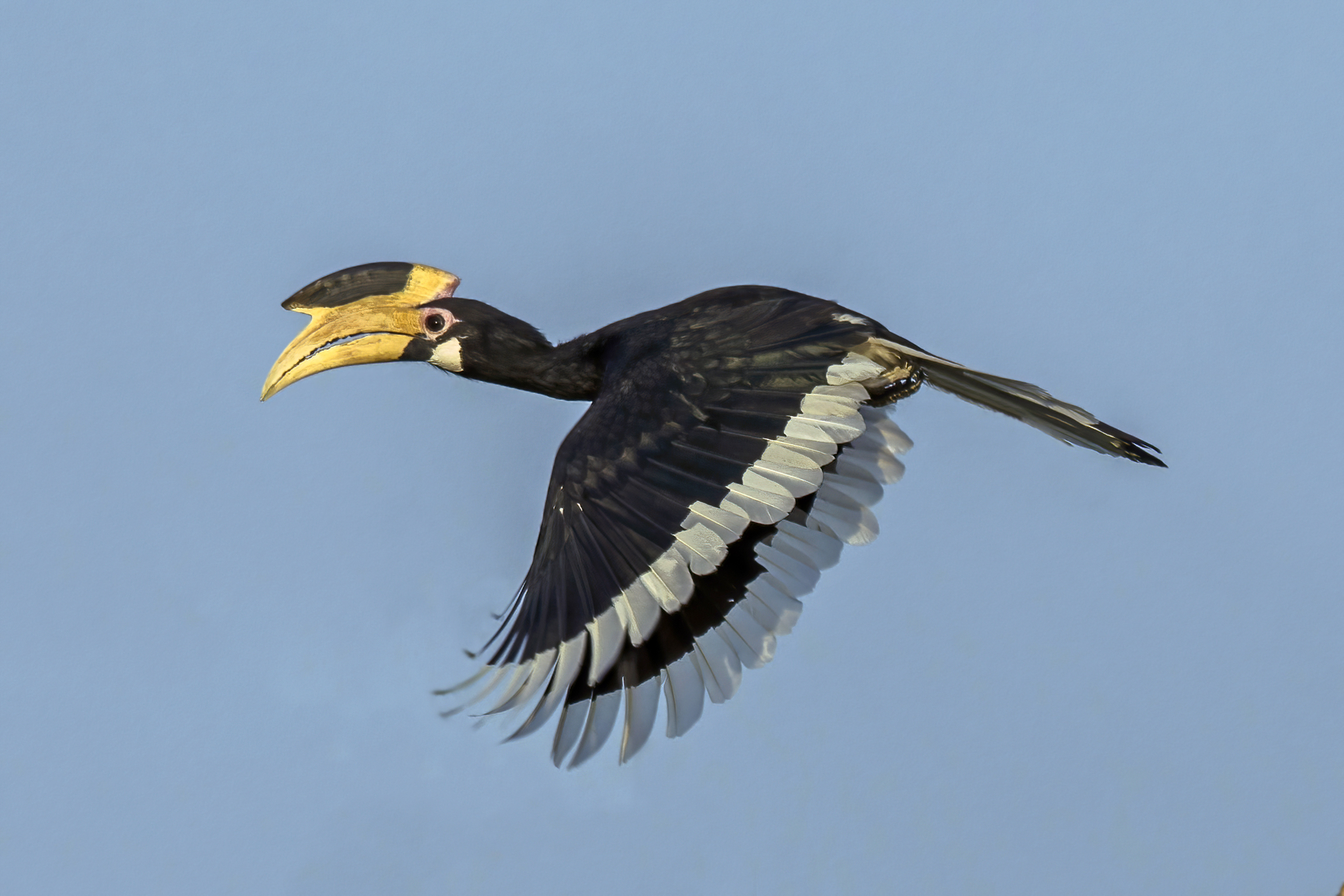
Calao de Malabar femelle en vol dans le parc national de Yala au Sri Lanka